# 크리스마스 이야기
크리스마스 이야기(Un Conte De Noel, A Christmas Tale)는 프랑스에서 제작된 아르노 데스플레생 감독의 2008년 코미디, 드라마 영화이다. 까뜨린느 드뇌브 등이 주연으로 출연하였고 파스칼 코체튜스 등이 제작에 참여하였다.

## 출연

### 주연
- 까뜨린느 드뇌브
- 쟝 폴 루시욜

### 조연
- 앤 콘시니
- 마티유 아말릭
- 멜빌 푸포
- 이폴리트 지라르도
- 엠마뉴엘 드보스
- 키아라 마스트로얀니
- 로랑 카펠루토
- 에밀리 베를랭
- 프랑수아 베르탱
- 사미르 게스미
- 로맹 구필
- 미글렌 미르체브

## 제작진
- 음향: 실뱅 말브란트

## 같이 보기
- 크리스마스 영화 목록